# 乔科穴䳍
乔科穴䳍（学名：Crypturellus kerriae）是䳍科穴䳍屬的一种鸟类。

## 特征
乔科穴䳍体重约443.4克，翼长约154.1毫米，嘴峰长约31.2毫米，喙宽度约5.1毫米，喙厚度约4.8毫米，跗蹠长约49.6毫米，尾长约54.2毫米。乔科穴䳍在其分布区内为留鸟，其栖息在密集的高大的树木组成的森林中。食性为草食性。

## 分布
巴拿马东南部和哥伦比亚西北部极潮湿的山麓地区。